# 6. мај
6. мај (06.05) је 126. дан у години по грегоријанском календару (127. у преступној години). До краја године има још 239 дана.

## Догађаји
- 1237 — У манастиру Милешева сахрањене су мошти Растка Немањића – Светог Саве, првог српског архиепископа, који је умро 27. јануара 1235. у Великом Трнову у Бугарској. Турци су 1594. извадили мошти и спалили их на Врачару у Београду.
- 1527 — Војска бурбонског војводе Карла опустошила је и опљачкала Рим и побила око 4.000 његових становника.
- 1626 — Холандски насељеник Петер Минојт купио је од Индијанаца острво Менхетн, на којем је касније изграђен Њујорк, за бижутерију у вредности од 60 гулдена.
- 1757 — У Седмогодишњем рату пруски краљ Фридрих II освојио је Праг, који су браниле аустријске трупе.
- 1804 — У Остружници код Београда одржана прва Скупштина представника целог побуњеног народа у Београдском пашалуку - Скупштина у Остружници.
- 1840 — Пуштене су у промет прве поштанске марке у Великој Британији од једног и два пенија с ликом краљице Викторије I.
- 1919 — На Версајској мировној конференцији Немачкој су одузете колоније у Африци.
- 1932 — Француског председника Пола Думеа у Паризу је убио руски емигрант.
- 1937 — Немачки цепелин Хинденбург је изгорео у пожару док је покушавао да пристане у морнаричку базу Лејкхерст у Њу Џерзију, одневши животе 36 особа.
- 1974 — Западнонемачки канцелар Вили Брант поднео је оставку због шпијунске афере у којој је откривено да је његов блиски сарадник Гинтер Гијом био источнонемачки шпијун.
- 1979 — На изборима у Аустрији победила је Социјалдемократска партија Аустрије Бруна Крајског.
- 1981 — САД су протерале све либијске дипломате, тврдећи да влада Либије подржава међународни тероризам.
- 1991 — У Сплиту су избиле демонстрације против ЈНА у којима је убијен војник Сашко Гешовски.
- 1993 — Народна скупштина Републике Српске на Палама одлучила је да се о Венс-Овеновом мировном плану за Босну изјасни народ. На референдуму 15. и 16. маја против плана је гласало 96% бирача.
- 1994 — Отворен је тунел испод Ламанша.
- 1996 — Влада председника Гватемале Алвара Арсуа и вође левичарске гериле су потписали споразум о окончању 35-годишњег грађанског рата.
- 1999 — Министри иностраних послова седам најразвијенијих земаља Запада и Русије (Група 8) договорили су се на састанку у Бону о принципима за окончање рата на Косову.
- 2000 — У близини Нанта на југу Француске у изгорелом аутомобилу „фијат уно“ пронађено је тело папараца Жан-Пола Андансона, који је последњих десет година фотографисао краљевске породице и филмске звезде. Он и његов ауто довођени су у везу са саобраћајном несрећом у Паризу када је погинула принцеза Дајана и њен пријатељ Доди ел Фајед.
- 2001 — У Ирану, на фудбалском стадиону у Сари, два лица су погинула, а око 300 повређено, када се током утакмице, коју је посматрало око 30.000 гледалаца, срушио кров на стадиону.
- 2003 — Савет безбедности УН продужио је санкције уведене Либерији 2001. због њене наводне помоћи побуњеницима у Сијери Леонеу. Њима је укључен и ембарго на увоз оружја, као и на извоз дијаманата.
- 2004 — Суд у Либији осудио је пет медицинских сестара из Бугарске и једног палестинског лекара на смрт због наводног инфицирања око 400 либијске деце вирусом Сиде у педијатријској болници у Бенгазију. ОЕБС је упутио Либији апел да не погуби осуђене, а резолуција истог садржаја достављена је парламентарцима из 50 земаља-чланица те организације.

## Рођења
- 1758 — Максимилијан Робеспјер, француски политичар, један од најпознатијих вођа Француске револуције. (прем. 1794)[1]
- 1856 — Роберт Пири, амерички истраживач, предводник прве експедиције која је стигла на Северни пол. (прем. 1920)[2]
- 1856 — Зигмунд Фројд, аустријски неуролог, познат као утемељитељ психоанализе. (прем. 1939)[3]
- 1868 — Михаило Петровић Алас, српски математичар. (прем. 1943)[4]
- 1895 — Рудолф Валентино, италијанско-амерички глумац. (прем. 1926)[5]
- 1904 — Хари Мартинсон, шведски књижевник, добитник Нобелове награде за књижевност (1974). (прем. 1978)[6]
- 1915 — Орсон Велс, амерички глумац, редитељ, сценариста и продуцент. (прем. 1985)[7]
- 1923 — Драган Савић, српски аутор стрипова, карикатуриста, сликар и новинар, познат и као један од оснивача листа Ошишани јеж. (прем. 2009)[8]
- 1924 — Пуриша Ђорђевић, српски редитељ и сценариста. (прем. 2022)[9]
- 1926 — Бранка Митић, српска глумица. (прем. 2012)[10]
- 1937 — Рубин Картер, америчко-канадски боксер. (прем. 2014)
- 1938 — Сретен Драгојловић, српски кошаркаш и кошаркашки тренер. (прем. 1971)[11]
- 1940 — Весна Пешић, српска социолошкиња и политичарка.
- 1940 — Нинослав Радовановић,  српски академик и доктор медицинских наука.[12]
- 1941 — Ивица Осим, босанскохерцеговачки фудбалер и фудбалски тренер. (прем. 2022)[13]
- 1945 — Драго Бранковић, српски педагог, учитељ и професор Филозофског факултета Универзитета у Бањој Луци, у пензији.[14]
- 1947 — Љубомир Врачаревић, српски мајстор борилачких вештина, творац реалног аикида. (прем. 2013)
- 1950 — Предраг Пузовић, српски свештеник и бивши професор универзитета, инострани члан Академије наука и умјетности Републике Српске од 2015. године.[14]
- 1952 — Кристијан Клавје, француски глумац, сценариста, редитељ и продуцент.[15]
- 1953 — Тони Блер, британски политичар, премијер Велике Британије (1997—2007).[16]
- 1961 — Џорџ Клуни, амерички глумац, редитељ, сценариста и продуцент.[17]
- 1964 — Бобан Марковић, српски музичар, један од најзначајнијих трубача на Балкану.
- 1966 — Маја Новељић, српска глумица.[18]
- 1971 — Тил Бронер, немачки џез музичар.[19]
- 1971 — Крис Шифлет, амерички музичар, најпознатији као гитариста групе Foo Fighters.[20]
- 1972 — Александар Јанковић, српски фудбалер и фудбалски тренер.[21]
- 1973 — Дејан Томашевић, српски кошаркаш.[22]
- 1979 — Ратко Варда, босанскохерцеговачко-српски кошаркаш.[23]
- 1980 — Димитрис Дијамантидис, грчки кошаркаш.[24]
- 1982 — Миљан Мрдаковић, српски фудбалер. (прем. 2020)[25]
- 1983 — Дани Алвес, бразилски фудбалер.[26]
- 1983 — Габореј Сидибе, америчка глумица.[27]
- 1984 — Оливер Лафајет, америчко-хрватски кошаркаш.[28]
- 1985 — Крис Пол, амерички кошаркаш.[29]
- 1986 — Горан Драгић, словеначки кошаркаш.[30]
- 1986 — Арон Џексон, амерички кошаркаш.[31]
- 1987 — Дрис Мертенс, белгијски фудбалер.[32]
- 1988 — Алекси Аженса, француски кошаркаш.[33]
- 1988 — Рајан Андерсон, амерички кошаркаш.[34]
- 1989 — Доминика Цибулкова, словачка тенисерка.[35]
- 1991 — Иван Бува, хрватски кошаркаш.[36]
- 1992 — Јонас Валанчијунас, литвански кошаркаш.[37]
- 1992 — Ален Омић, словеначко-босанскохерцеговачки кошаркаш.[38]
- 1993 — Урош Ковачевић, српски одбојкаш.[39]
- 1993 — Наоми Скот, енглеска глумица и певачица.[40]
- 1994 — Матео Ковачић, хрватски фудбалер.[41]
- 1995 — Немања Антонов, српски фудбалер.[42]
- 1995 — Марко Пјаца, хрватски фудбалер.[43]

## Смрти
- 523 — Трасамунд, краљ Вандала и Алана
- 1859 — Александар фон Хумболт, немачки географ и природњак[44]
- 1862 — Хенри Дејвид Торо, амерички писац.[45]
- 1910 — Едвард VII, краљ Велике Британије и Ирске.[46]
- 1939 — Константин Сомов, руски писац[47]
- 1949 — Морис Метерлинк, белгијски писац фламанског порекла, Нобеловац.[48]
- 1952 — Марија Монтесори, италијанска едукаторка[49]
- 1957 — Светолик Гребенац је био адвокат и новинар,[50]
- 1960 — Пал Абрахам пијаниста, композитор, диригент.(рођ. 1892)[51]
- 1992 — Марлен Дитрих, америчка филмска глумица немачког порекла.[52]
- 1994 — Станко Опачић Ћаница је био учесник Народноослободилачке борбе, политички представник Срба у Хрватској, заточеник Голог отока и сакупљач народног културног блага
- 1997 — Душан Анђелковић (књижевник), српски и југословенски књижевник. (рођ. 1910)[53]
- 1999 — Горан Раичевић, Југословенски атлетичар.
- 2000 — Божидар Тимотијевић, српски књижевник, песник и новинар (рођ. 1932)[54]
- 2007 — Стеван Раичковић је био српски песник и академик.[55]

Ђорђе Новковић, хрватски текстописац
- 2014 — Војо Стојановски, македонски певач. (рођ. 1949)

## Празници и дани сећања
- Ђурђевден или Ђурен празник Горанаца у Гори[57][58]
- Српска православна црква слави:
  - Светог великомученика Ђорђа (Ђурђевдан)
  - Светог мученика Лазара Новог
- Дан Свемира